# Филинов, Константин Прокофьевич
Константин Прокофьевич Филинов (19.01.1911, Иркутская область — 23.03.1978, Кокчетав) — советский военнослужащий, участник Великой Отечественной войны, полный кавалер ордена Славы, командир отделения разведки 50-го гвардейского кавалерийского полка, гвардии сержант — на момент представления к награждению орденом Славы 1-й степени.

## Биография
Родился 19 января 1911 года на станции Тыреть Заларинского района Иркутской области. Окончил 6 классов. Работал трактористом в МТС. В 1933—1935 годах проходил действительную службу в Красной Армии. После демобилизации вернулся домой.
В 1941 году был вновь призван в армию. На фронте с 1942 года. Боевой путь от Москвы до Германии фронтовой разведчик Филинов прошел в 50-м кавалерийском полку. Начав путь рядовым автоматчиком, закончил командиром отделения, сержантом.
2 февраля 1944 года в бою за населенный пункт Ужинец гвардии красноармеец Филинов при отражении контратаки противника сразил из автомата до 10 противников. Когда танки противника прорвались на шоссе Дубно — Луцк, подпустил один из них на близкое расстояние, подбил гранатами и уничтожил покинувший машину экипаж. Приказом по войскам 13-й гвардейской кавалерийской дивизии от 28 февраля 1944 года гвардии красноармеец Филинов Константин Прокофьевич награждён орденом Славы 3-й степени.
12 октября 1944 года близ города Дебрецен гвардии ефрейтор Филинов, отражая атаку прорвавшейся к КП группы вражеских автоматчиков, сразил из автомата 4 солдат, а двоих захватил в плен и доставил в штаб полка. 14 октября, будучи в составе разведгруппы в тылу противника в районе города Деречка, захватил в плен трех пехотинцев, сообщивших командованию ценные сведения. Приказом по войскам 1-й гвардейской конно-механизированной группы от 30 января 1945 года гвардии ефрейтор Филинов Константин Прокофьевич награждён орденом Славы 2-й степени.
29 марта 1945 года гвардии сержант Филинов с двумя бойцами выявил расположение огневых точек противника в районе города Нове-Замки. Захваченный им в плен противник сообщил данные, которые помогли подорвать вражескую артиллерийскую батарею и овладеть окраинами города. 30 марта конный разъезд под командованием Филинова преодолел реку Ваг близ населенного пункта Пустатина, разведал силы и огневые средства противника на плацдарме и сообщил их координаты командованию.
Указом Президиума Верховного Совета СССР от 15 мая 1946 года за исключительное мужество, отвагу и бесстрашие, проявленные в боях с вражескими захватчиками, гвардии сержант Филинов Константин Прокофьевич награждён орденом Славы 1-й степени. Стал полным кавалером ордена Славы.
В 1945 году старшина Филинов был демобилизован. Работал трактористом, руководителем животноводческой бригады. Жил на хуторе Чёрный Емельчинского района Житомирской области, затем в городе Кокчетав. Скончался 23 марта 1978 года.
Награждён орденами Славы 3-х степеней, медалями.